# Northumbrian smallpipes

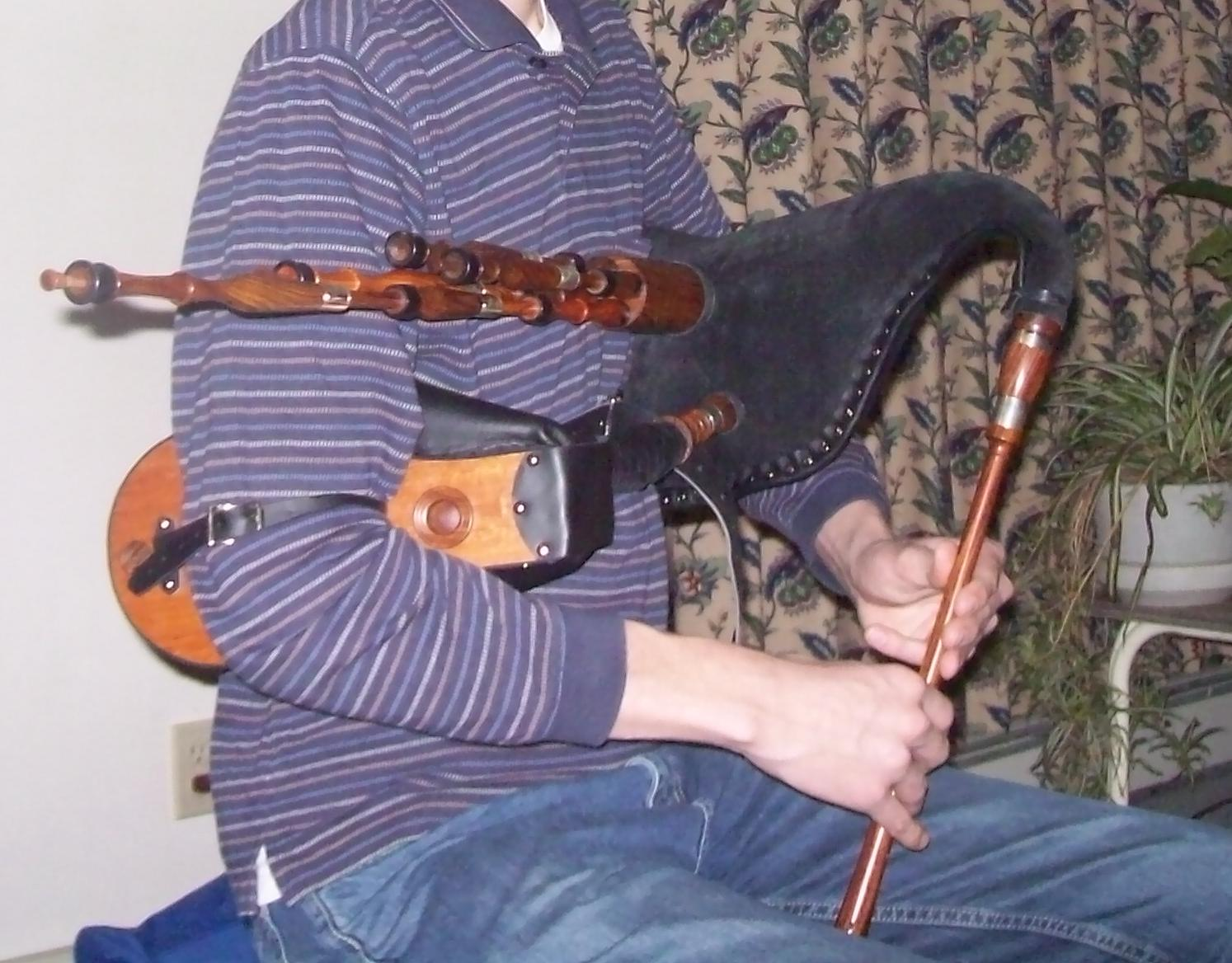
Scottish Smallpipes

Northumbrian smallpipes sont un instrument de musique anglais de la famille des cornemuses. Appelée couramment small pipe ou Northumbrian pipes, la cornemuse du comté de Northumberland est un instrument à réserve d'air alimenté non pas par le souffle du musicien mais à l'aide d'un soufflet placé sous le bras. C'est la seule cornemuse anglaise qui a traversé le temps de manière continue.

## Facture

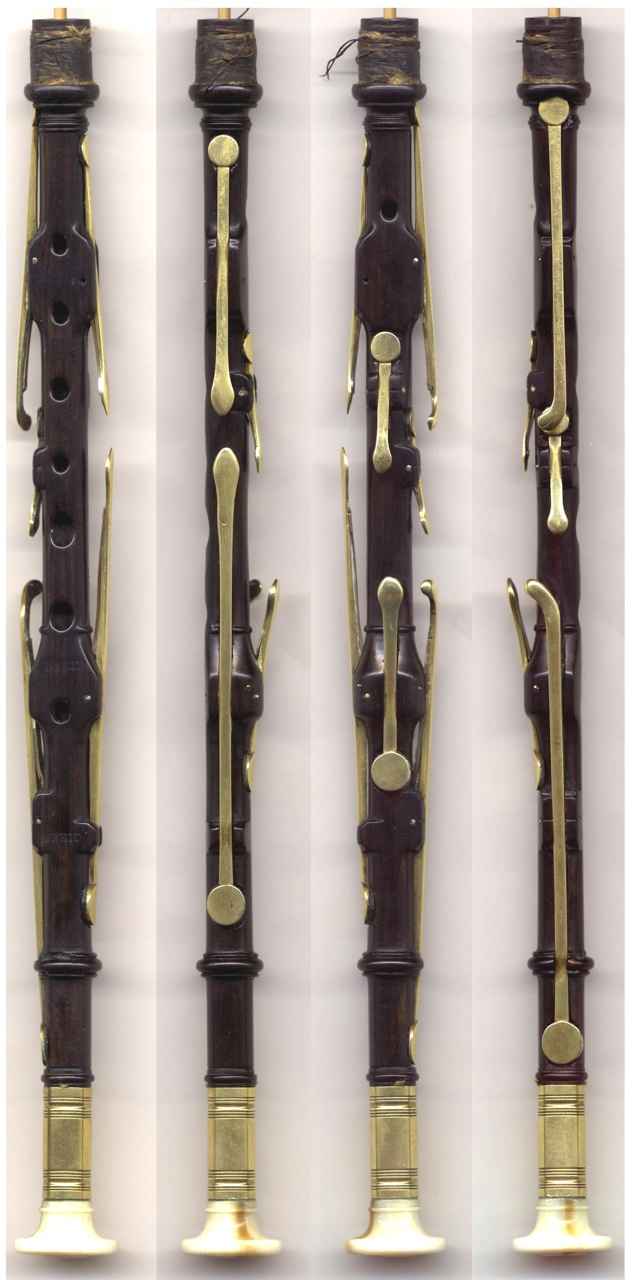
Chalumeau à 7 clefs réalisé par Robert Reid (1784–1837), créateur des Northumbrian smallpipes modernes.

L'instrument, muni d'une poche alimentée en air par un soufflet, est composé d'un tuyau mélodique (chalumeau ou en anglais chanter) cylindrique à anche double, généralement pourvu de clés, et de quatre ou cinq bourdons cylindriques à anche simple. Le chalumeau comporte un certain nombre de clés, le plus souvent sept, couvrant une octave et une sixte, avec quelques chromatismes, mais on peut trouver des chalumeaux entièrement chromatiques couvrant deux octaves, qui sont alors munis de dix-sept clés . Il y a huit trous pour les doigts et les clés sont actionnées, tous autres trous fermés, soit par le pouce droit soit par l'auriculaire gauche. Chaque note correspond à un seul trou ouvert. L'extrémité du chalumeau est fermée en permanence par une garniture, ce qui permet en fermant tous les trous des doigts d'interrompre totalement le son entre deux notes.

## Jeu
Le chalumeau du Northumbrian pipes étant fermé à son extrémité, de cette particularité découle une différence majeure dans le jeu par rapport à la plupart des cornemuses et notamment celles originaires des territoires voisins (Border pipe, Scottish smallpipes et Great Highland bagpipe). En effet, le Northumbrian smallpipes permet de jouer en staccato, alors que ses cousines sont généralement obligées de jouer en phrasé legato. Le jeu de l'uilleann pipes irlandais est comparable lorsque le chalumeau est posé sur le genou, fermant ainsi son extrémité.
Chaque note est jouée en levant un doigt seulement ou en utilisant une clé. Le but étant de jouer chaque note sur toute sa durée mais en la détachant de la note suivante. Le chalumeau étant fermé, et donc brièvement silencieux entre chaque note, on peut entendre un fugace "pop" caractéristique au début et à la fin de chaque note. En guise d'ornement, il est fréquent de jouer quelques notes précédent la note tenant la mélodie. Certains musiciens s'autorisent à jouer ces ornements en legato (open-fingering équivalent du choyting des cornemuses écossaises). Cependant, ce type de jeu semble peu fréquent, voire décrié, par les musiciens tels que Tom Clough, qui le considérait comme une "grave erreur". Bien que la plupart des musiciens jouent en close-fingering, l'une des figures les plus connues parmi les joueurs de smallpipes, Kathryn Tickell, utilise l'open-fingering pour apporter plus d'expression à son interprétation, tout en gardant la méthode traditionnelle comme base de son jeu.